# Yimnashana
Yimnashana – rodzaj chrząszczy z rodziny kózkowatych.

## Zasięg występowania
Przedstawiciele tego rodzaju występują w Azji Południowo-Wschodniej oraz płd. Chinach.

## Systematyka
Do Yimnashana zaliczanych jest 8 gatunków zgrupowanych w 2 podrodzajach:
- Podrodzaj: Tinkhamia Gressitt, 1937
  - Yimnashana borneana
  - Yimnashana hamulata
  - Yimnashana validicornis
- Podrodzaj: Yimnashana Gressitt, 1937
  - Yimnashana alfredi
  - Yimnashana befui
  - Yimnashana bezarki
  - Yimnashana denticulata
  - Yimnashana wakaharai.